# Gutów Duży
Gutów Duży – wieś w Polsce położona w województwie łódzkim, w powiecie piotrkowskim, w gminie Grabica.
Wieś jest siedzibą sołectwa Gutów.
W latach 1975–1998 miejscowość administracyjnie należała do województwa piotrkowskiego.
Inne miejscowości o nazwie Gutów: Gutów Mały, Gutowiec